# اروین زادور
اِروین زادور (مجاری: Zádor Ervin; ۷ ژوئن ۱۹۳۵ – ۲۸ آوریل ۲۰۱۲) بازیکن واترپلو اهل مجارستان بود.